# Кабинет Войвалина
Кабинет Войвалина (швед. Regeringen Woivalin) — 6-й кабинет министров Аландских островов, который возглавлял Фолке Войвалин. Сформирован в 1979 году и осуществлял свои полномочия до 19 апреля 1988 года.
| Должность                                     | Министр          | Фото | Партийная принадлежность | Пребывание в должности |
| --------------------------------------------- | ---------------- | ---- | ------------------------ | ---------------------- |
| Премьер-министр                               | Войвалин, Фолке  |      |                          | 1979 — 19.04.1988      |
| Вице-премьер и Министр образования и культуры | Нурдман, Гунневи |      |                          | ? — 19.04.1988         |
| Министр финансов и окружающей среды           | Виклёф, Ларс     |      | Социал-демократы         | 1984 — 19.04.1988      |
| Министр социальных дел и здравоохранения      | Флодин, Май      |      |                          | ? — 19.04.1988         |
| Министр администрации                         | Янссон, Кристер  |      |                          | ? — 19.04.1988         |
| Министр сельского и лесного хозяйства         | Салмен, Улоф     |      |                          | ? — 19.04.1988         |
| Министр транспорта                            | Порко, Ларс      |      |                          | ? — 19.04.1988         |